# Samsung Galaxy S20 FE
El Samsung Galaxy S20 Fan Edition (Galaxy S20 FE) es un teléfono inteligente Android de alta gama diseñado, desarrollado, comercializado y fabricado por Samsung Electronics como parte de la serie Galaxy S. Fue anunciado en el evento Galaxy Unpacked de Samsung el 23 de septiembre de 2020 como una variante de menos costo del Galaxy S20.
El dispositivo se lanzó a nivel mundial el 2 de octubre, con un precio inicial de lanzamiento de $699.

## Diseño
El dispositivo tiene un diseño similar al Galaxy S20 y al Galaxy Note 20, con una pantalla Infinity-O que contiene un agujero circular en la parte superior central donde se encuentra la cámara frontal para selfies. El módulo de las cámaras traseras está ubicada en la esquina superior izquierda con una forma rectangular que contiene las tres cámaras. El marco del dispositivo utiliza aluminio anodizado y el panel trasero del dispositivo es de policarbonato reforzado como en el Note 20. La pantalla cuenta con la protección Gorilla Glass 3 en lugar de la protección Gorilla Glass 6. Así como el Galaxy S10e, el S20 FE viene en una gran variedad de colores: lavanda (Lavender), verde (Mystic Green), azul marino (Navy Blue), blanco (White), rojo (Aura Red) y anaranjado (Orange).

## Especificaciones

### Hardware

#### Procesador
El S20 Fan Edition utiliza dos modelos de procesador (SoC), el Exynos 990 y el Qualcomm Snapdragon 865. El Exynos 990 y el Snapdragon 865 (se introdujo en finales de 2021) se utilizan para la versión 4G y si bien en un principio el Snapdragon 865 se utilizaba exclusivamente para la versión 5G, luego de varias quejas de usuarios por el sobrecalentamiento del procesador Exynos 990 propio de la marca, Samsung comenzó a dotar del procesador Snapdragon 865 también a la versión de 6 GB Ram / 128 GB de almacenamiento y conexión 4G a mediados de 2022 en Latinoamérica. Hoy ya no se provee más el S20FE con procesador Exynos y los últimos dispositivos fabricados vienen en la actualidad con la configuración 6/128 o 8/256 con conectividad 5G.

#### Pantalla
El S20 Fan Edition viene con una pantalla Super AMOLED de 6.5 pulgadas con soporte para HDR+ y cuenta con la tecnología de «Dynamic Tone Mapping». En comparación con los otros modelos Galaxy S, la pantalla del Galaxy S20 FE no es curvada y la resolución se reduce a 1080p en lugar de 1440p. Cuenta con una relación de aspecto de 20:9, así como una tasa de refresco de 120 Hz. Utiliza un sensor de huellas digitales en pantalla, aunque es óptico en vez de ultrasónico.

#### Almacenamiento
El S20 Fan Edition cuenta con 6 u 8 GB de memoria RAM, junto con 128 o 256 GB de almacenamiento interno, que es expandible hasta 1 TB a través de tarjetas microSD.

#### Batería
El S20 Fan Edition cuenta con una batería de polímero de litio de 4500 mAh no extraíble, con soporte para carga inalámbrica Qi hasta 15 W, así como la capacidad de cargar otros dispositivos compatibles con la misma tecnología, denominada «Samsung PowerShare». La carga rápida con cable es compatible con USB-C hasta 25 W.

#### Conectividad
El S20 Fan Edition viene con conectividad 5G estándar, aunque algunas regiones pueden tener variantes 4G LTE. El dispositivo no viene con un jack de audífonos de 3.5 mm.

#### Cámaras
El Galaxy S20 Fan Edition cuenta con un módulo de tres cámaras similar a la del Galaxy S20, con un sensor angular idéntico de 12 megapíxeles. El sensor ultra angular es de 12 megapíxeles y el sensor de teleobjetivo es de 8 megapíxeles, que cuenta con zoom óptico de 3X y zoom digital de 30X (denominado «Space Zoom»). A diferencia de otros modelos Galaxy S20, el S20 FE no tiene la capacidad de grabar video en resolución 8K.
La cámara frontal del dispositivo es de 32 megapíxeles y tiene la capacidad de grabar video en resolución 4K.
La cámara también viene con la función Single Take (Toma Sencilla), que permite a los usuarios tomar fotos o grabar videos al mismo tiempo con diferentes sensores de manera automática.

### Software
El S20 Fan Edition viene de fábrica con el sistema operativo Android 10 y la capa de personalización de Samsung One UI 2.5 y posee soporte hasta Android 13 (One UI 5.1).